# Syngnathus auliscus
Syngnathus auliscus är en fiskart som först beskrevs av Joseph Swain 1882.  Syngnathus auliscus ingår i släktet Syngnathus och familjen kantnålsfiskar. IUCN kategoriserar arten globalt som livskraftig. Inga underarter finns listade i Catalogue of Life.